# Lesz podbarwiany
Artykuł ten został zgłoszony do umieszczenia na stronie głównej w rubryce „Czy wiesz”.
Pomóż nam go sprawdzić: oceń zgłoszoną nominację.
Lesz podbarwiany (Nebria jockischii) – gatunek chrząszcza z rodziny biegaczowatych i podrodziny leszowych. Zamieszkuje góry Europy. Żyje na kamienistych i żwirowatych brzegach wód. Poluje na drobne bezkręgowce.

## Taksonomia
Gatunek ten opisany został po raz pierwszy w 1815 roku przez Jacoba Sturma. M. Dahl wyróżnił w jego obrębie odmianę hoepfneri, którą opisał formalnie Pierre F.M.A. Dejean w 1826 roku i która współcześnie ma rangę podgatunku. Podgatunek N. j. orensis opisany został w 1914 roku przez Josefa Breita na łamach „Coleopterologische Rundschau” jako odmiana pod nazwą Nebria nigricornis v. orensis. Czwarty z wyróżnianych współcześnie podgatunków, N. j. bolivari, wprowadził w 1966 roku Claude Jeanne na łamach „Actes de la Société Linnéenne de Bordeaux”.

## Morfologia
Chrząszcz o ciele długości od 7 do 14 mm, przy czym mniejsze rozmiary są osiągane przez populacje z górskich szczytów, a większe przez populacje żyjące na niższych położeniach.
Głowa jest czarna, często z rozmytą, ciemnoczerwoną lub czerwonobrązową plamą na czole i ciemieniu, ciemniejszą u okazów świeżych. Kolorystyka głaszczków jest czarna z czerwonawymi wierzchołkami. Warga dolna ma na podbródku dwie szczecinki, bardzo rzadko trzy. Czułki są u nasady czarne, a dalej czerwonobrązowo lub brązowo rozjaśnione; u podgatunku nominatywnego rozjaśnienie zaczyna się od piątego członu, acz wyjątkiem są populacje z Alp Wschodnich i Niemiec mające całe czułki czarne, natomiast u N. j. hoepfneri od członu czwartego. Pierwszy człon czułków jest dość duży, prawie walcowaty, nieco stożkowaty, na wierzchu zaopatrzony w dość długie szczecinki i o trzech-czterech szczecinkach peryferyjnych.
Błyszcząco czarne przedplecze jest sercowate w zarysie, około półtorakrotnie szersze niż dłuższe, u podgatunku N. j. hoepfneri szersze niż u podgatunku nominatywnego. Pokrywy są jednolicie lśniąco czarne, tylko u osobników niewybarwionych (teneralnych) brązowe. Guzy barkowe są dobrze wykształcone. Kąt pomiędzy krawędziami bocznymi i przednimi pokryw jest wyraźnie rozwarty. Pokrywy mają co najwyżej po jednym punkcie szczecinkowym (chetoporze) przytarczkowym i są całkowicie pozbawione grzbietowych punktów szczecinkowych (chetoporów dyskalnych) na międzyrzędach. Tylne skrzydła są w pełni ukształtowane. Odnóża są czarne, ale stopy często są brązowe z rdzawobrązowymi wierzchołkami, rzadziej również czarne. Wierzch wszystkich stóp jest nagi.

## Ekologia i występowanie
Skrajnie wilgociolubny owad związany z pogórzami i górami europejskimi, obecny również w piętrze alpejskim i subalpejskim. Żyje na brzegach rzek, strumieni i potoków o podłożu kamienistym lub żwirowatym. Stanowiska wybiera niezależnie od stopnia ich zacienienia. Często kryje się pod kamieniami i zagłębionymi w podłoże kłodami. Aktywne osobniki dorosłe obserwuje się od maja do sierpnia. Polują na drobne bezkręgowce, w tym skoczogonki i larwy owadów.
Gatunek palearktyczny, europejski. Podgatunek nominatywny występuje w zachodnich i środkowych Alpach i podawany jest z Francji, Niemiec, Szwajcarii oraz Austrii. Najszerszy zasięg, obejmujący Pireneje, Alpy, Apeniny, Sudety, Karpaty i góry Półwyspu Bałkańskiego, ma podgatunek N. j. hoepfneri. Znany jest z Hiszpanii, Francji, Szwajcarii, Austrii, Włoch, Polski, Czech, Słowacji, Ukrainy, Rumunii, Bułgarii, Słowenii, Chorwacji, Serbii, Czarnogóry, Kosowa, Macedonii Północnej, Albanii i Grecji. Pozostałe podgatunki są endemitami Hiszpanii. N. j. bolivari występuje tylko w Sierra Nevada, a N. j. orensis w Górach Kantabryjskich i Galicji.